# Kim Deal
Kimberly Ann "Kim" Deal, född 10 juni 1961 i Dayton, Ohio, är en amerikansk musiker känd från de stilbildande rockbanden Pixies och The Breeders.
Kim Deal föddes och växte upp i Dayton, Ohio, med sin tvillingsyster Kelley. I high school var hon cheerleader och kom ofta i konflikt med auktoriteter. När Deal gifte sig med John Murphy flyttade hon till Boston, Massachusetts.
1986 blev hon basist och sångerska i bandet The Pixies, efter att ha svarat på en annons där bandet sökte en kvinnlig basist som gillade Hüsker Dü och Peter, Paul & Mary. I början gick hon under artistnamnet "Mrs. John Murphy", och det är det namnet som står i texthäftet till albumet Surfer Rosa. Deal var medlem i The Pixies fram tills gruppen splittrades 1992. Upplösandet av gruppen berodde till stor del på ökande spänning mellan henne och frontmannen Black Francis.
Deal ville spela en större roll som sångerska i ett band. Därför bildade hon bandet The Breeders tillsammans med Tanya Donelly och Josephine Wiggs 1989. Debutalbumet Pod kom 1990. 1993, ett år efter att The Pixies upplösts, kom Kelley Deal med i The Breeders som gitarrist, och bandet släppte sitt andra album, Last Splash, som fick stora framgångar, både hos kritikerna och försäljningsmässigt. 1994 tog The Breeders ett 8-årigt uppehåll då Kelley Deal lades in på heroinavvänjning. Under denna tid bildade Kim Deal bandet The Amps och spelade in skivor och turnerade med dem. Hon producerade även album åt andra artister, bland annat åt Guided by Voices. Dessutom medverkade hon på Sonic Youths singel Little Trouble Girl som kom 1995. 2004 återförenades The Pixies och Kim Deal turnerade i USA med dem. 
The Breeders släppte sitt fjärde studioalbum Mountain Battles 2008.
Kim Deal spelade återigen med Pixies, som återförenades 2004, men lämnade bandet i juni 2013. Hon ersattes istället av Kim Shattuck.